# Album Top 40 slágerlista
Az Album Top 40 (korábbi nevén Top 40 album-, DVD- és válogatáslemez-lista) a Magyar Hangfelvétel-kiadók Szövetsége által heti szinten közzétett slágerlista, mely a magyarországi kiskereskedelmi forgalomban értékesített albumok eladásait tükrözi a zenei streaming szolgáltatók hallgatási adataival ötvözve.

## Története
1990 októberében a Universitas Diákszövetkezet (Közgáz) munkatársai kezdték összegyűjteni a legkelendőbb albumok listáját (kéthetente 26 budapesti és 24 vidéki bolt adatai alapján), 1994 júniusában a Szonda Ipsos vette át a lekérdezést (40 budapesti és 80 vidéki üzlet). 2002 szeptembere óta a Top 40-es album sikerlistát a Szonda Ipsos és a Magyar Hangfelvétel-kiadók Szövetsége közösen állítja össze a jelentősebb lemezboltok, áruházak heti eladási adatai alapján (összesen kb. 120 kereskedelmi egység). 2000 májusától 2017 decemberéig a válogatás- és mixlemezek külön szerepeltek a Top 120-as lista kivonatának segítségével.
2002 szeptembere óta a Top 40-es albumlista a jelentősebb lemezboltok, áruházak pontos, darabszám szerinti, elektronikus úton lekérdezett heti eladási adatai alapján készül. Ehhez társulnak továbbá a koncerthelyszíni és egyéb direkt (zenekari webshop, dedikálás, stb.) értékesítések is. A 2012-es év 27. hetétől a DVD Top 20 lista megszűnésével a CD-k és a digitális albumletöltések mellett a zenei DVD-k is ezen a listán szerepelnek. Ebben az időben Top 40 album-, DVD- és válogatáslemez-lista néven működtették. 2013 óta az online zeneáruházak albumeladásait is tartalmazza a lista.
2023 júliusa óta a a zenei streaming szolgáltatók (Spotify, Apple Music, Deezer) hallgatási adatait is magába foglalja egy speciális streamkonverziós módszertan és számítási metódus alkalmazásával. A listába kizárólag a Magyarországon hivatalosan elérhető szolgáltatások adatai számítanak bele. A Telex információi szerint a Youtube anyacégével még zajlanak a tárgyalások, így a Youtube-adatok egyelőre még nem jelennek meg az összesítésben. Ezzel egyidőben hozták létre az Album Top 40 „fizikai hanghordozók” című változatát, mely az eredeti szemlélet szerint továbbra is kizárólag a fizikai (CD, vinyl, DVD, kazetta) értékesítések alapján áll össze.

## Rekordok
| 23 hét - Rapülők – Rapülők (1992) 22 hét - Bereczki Zoltán - Szinetár Dóra – Musical Duett (2007) 21 hét - Tankcsapda – Rockmafia Debrecen (2012) 20 hét - Különböző előadók – Filmslágerek magyarul II. (1992) 16 hét - Márió – A harmonikás (2001) 15 hét - Mága Zoltán – A királyok hegedűse (2009) 14 hét - Szandi – Tinédzser l’amour (1990) - NOX – Ragyogás (2005) - Rúzsa Magdolna – A döntőkben elhangzott dalok (2006) 13 hét - Kowalsky meg a Vega – Még nem éden (2014) - Ganxsta Zolee és a Kartel – Tribute album (2015) - Tankcsapda – Dolgozzátok fel! (2016) - Ákos – Az utolsó békeév (2021) - Rapülők – Rapeta (1993) 12 hét - Különböző előadók – Filmslágerek magyarul I. (1991) - Zámbó Jimmy – Jimmy’s Roussos (1994) - Republic – Tüzet viszek (1995) - Tankcsapda – JUBILEUM 25 (Főnix Koncert) (2015) 11 hét - Zámbó Jimmy – Szeress, hogy szerethessenek (1995) - Majka Papa – Az ózdi hős (2003) - Irigy Hónaljmirigy – Bazi nagy lagzi (2004) - Tankcsapda – Liliput Hollywood (2019) - Attila – Best Of 2010 - 2015 (2020) - Omega – Testamentum (2020) | 23 hét - Filmzene – Mamma Mia! (2008) 15 hét - Santana – Supernatural (1999) 11 hét - Michael Bublé – Christmas (2011) 10 hét - Ace of Base – Happy Nation (1993) - Különböző előadók – Bravo Hits (1993) - Hevia – Tierra de Nadine (1998) 9 hét - Modern Talking – Back for Good (1998) 8 hét - Gheorghe Zamfir – Feeling of Romance (2000) 7 hét - Robert Miles – Dreamland (1996) - Filmzene – Titanic (1997) 6 hét - Diego Modena, Jean-Philip Audin – Okarina II. (1994) - Scatman John – Scatman’s World (1995) - David Guetta – One Love (2009) - Filmzene – KPop Demon Hunters (Soundtrack from the Netflix Film) (2025) 5 hét - Britney Spears – Oops!… I Did It Again (2000) - Andrea Bocelli – Amore (2006) - Andrea Bocelli – Vivere - Greatest Hits (2007) - U2 – No Line on the Horizon (2009) - Michael Bublé – To Be Loved (2013) - Coldplay – Ghost Stories (2014) - Ed Sheeran – ÷ (2017) |

| 30 albummal - Ákos (Karcolatok; Élő dalok; Beavatás; ÚjRaMIX; Ikon; Ismerj fel - Best of Ákos; Hűség; Új törvény; Andante; Még közelebb; 40+; A katona imája; Arénakoncert 2011; 2084; 2084 turné; Karcolatok 20 - Jubileumi koncert; Igazán EP; Még egyszer; Veletek vagyunk / Dupla Aréna 2015; Szintirock - Dupla Aréna 2016; Arany; Hazatalál; 50 - Jubileumi, akusztikus koncert; Idősziget; Idősziget Koncert (Dupla Aréna 2019); Az utolsó békeév; Magunk maradtunk; Több nem is kell (Aréna 2022.01.22.); Harminc év (Live); Metropolis) 17 albummal - Tankcsapda (Eleven; Connektor 567; Agyarország; Élni vagy égni; Mindenki vár valamit; Minden jót; Rockmafia Debrecen; Igazi hiénák; A legjobb méreg; Urai vagyunk a helyzetnek; JUBILEUM 25 (Főnix Koncert); Három rohadék rockcsempész - A huszonötödik év; Dolgozzátok fel!; Aréna Koncert; 2012-2018; 1989-1999; Liliput Hollywood) 15 albummal - Ossian (Ítéletnap; Tűzkeresztség; Örök tűz; Egyszer az életben; Az lesz a győztes; A tűz jegyében; Lélekerő; 30 év legszebb balladái; Az igazi szabadság; Nyitott szívvel; A reményhozó; Csak a jót; A teljesség; Most Mi jövünk!; Angyalok és emberek) 13 albummal - Zámbó Jimmy (Zámbó Jimmy II.; Számíthatsz rám; Zámbó Jimmy IV.; Jimmy's Roussos; Szeress, hogy szerethessenek; Mit akarsz a boldogságtól; Fogadj örökbe; Dalban mondom el; Karácsony Jimmyvel; Csak a jók mennek el; 1958-2001; Jimmyx; Királyi duettek) 9 albummal - Hooligans (Szenzáció; Vírus; História; Társasjáték; Igaz történet; 20. Jubileumi Koncertshow; Jubiluem Best Of; Jég hátán; Zártosztály) - Road (Aranylemez; Emberteremtő; Tegyük fel...; Tizenhét; A tökéletesség hibája; Onnantól - eddig; Senki kedvéért nem fékezünk; Akusztik - Live Session; Az utolsó rapszódia) 8 albummal - Irigy Hónaljmirigy (A csillagok háborognak; Snassz Vegas; Selejtező; Ráncdalfesztivál; Flúgos Futam; ValóságShokk; Bazi nagy lagzi; K.O. Média) - Ganxsta Zolee és a Kartel (Helldorádó; Rosszfiúk; Pokoli Lecke; Gyilkosság Rt.; Tribute album; K.O.; Helldorado újratöltve; Oldskool) 7 albummal - Republic (Indul a mandula; Tüzet viszek; Igen; A reklám után; Rajzoljunk álmokat!; Koncert Budapest Park 2015.09.19.; Kimondom a neved) - Kowalsky meg a Vega (Az évtized lemeze; Még nem éden; Varázsszavak; Kilenc; Árnyék és fény; Esszencia; Égigérő) 6 albummal - Hupikék törpikék (Buli van Aprajafalván!; Törparty; Buli a hóban!; Hajrá törpök!; Az apraja nagyja; Hupikék Törpkarácsony) - Depresszió (Vízválasztó; A folyamat zajlik…; Válaszok után…; Nehéz szó; 20+1; Vissza a Földre) 5 albummal - Rúzsa Magdolna (A döntőkben elhangzott dalok; Ördögi angyal; Tizenegy; Aduász; Karma) - Attila (Ez az út az az út…; Szárnyak nélkül; Best Of 2010-2015; Best Of 2016-2020; Infiltration) - Kalapács (Poklok és mennyek között; Enigma; Örökfekete; Világvégre; Ezerből egy) | 7 albummal - Madonna (Ray Of Light; Music; Confessions On A Dancefloor; The Confessions Tour; MDNA; MDNA World Tour; Rebel Heart) 6 albummal - Depeche Mode (Exciter; Playing The Angel; Sounds Of The Universe; Delta Machine; Spirit; Memento Mori) - Linkin Park (Minutes to Midnight; Living Things; The Hunting Party; One More Light; Meteora; From Zero) 4 albummal - Michael Bublé (Christmas; To Be Loved; Nobody But Me; Higher) - Stray Kids (5-Star; ROCK-STAR; ATE; HOP) 3 albummal - Scooter (Our Happy Hardcore; No Time To Chill; Back To The Heavyweight Jam) - Michael Jackson (Thriller - 25th Anniversary Edition; Essential Michael Jackson; This Is It) - Andrea Bocelli (Amore; Vivere - Greatest Hits; My Christmas) - Iron Maiden (The Final Frontier; The Book of Souls; Senjutsu) - Ed Sheeran (÷; No.6 Collaborations Project; =) - Red Hot Chili Peppers (I'm With You, The Getaway; Unlimited Love) - Metallica (Load; St. Anger; 72 Seasons) |

### A legtöbb hétig listás albumok
- 195 hét: Lady Gaga – The Fame / The Fame Monster (2008)
- 173 hét: Halász Judit – Csiribiri (2009)
- 171 hét: Tankcsapda – Élni vagy égni (2003)
- 165 hét: Tankcsapda – Agyarország (2001)
- 158 hét: Tankcsapda – Mindenki vár valamit (2006)
- 156 hét: Vangelis – 1492 - The Conquest Of Paradise (1992)
- 150 hét: Gyereklemez – Magyarország kedvenc gyerekdalai (2012)
- 149 hét: Tankcsapda – Az ember tervez (1995)
- 136 hét: Rúzsa Magdolna – Tizenegy (2012)
- 122 hét: Omega – Testamentum (2020)
- 121 hét: Adele – 21 (2011)
- 120 hét: Lana Del Rey – Born to Die (2012)
- 119 hét: Tankcsapda – Jönnek a férgek (1994)
- 117 hét: Bereczki Zoltán - Szinetár Dóra – Musical Duett (2007)
- 116 hét: Tankcsapda – Punk & Roll (1990)
- 113 hét: Tankcsapda – Liliput Hollywood (2019)
- 112 hét: Azahriah – memento (2023)
- 111 hét: Azahriah x DESH – A ló túloldalán (2022)
- 111 hét: DESH – DESHPERADO (2022)
- 111 hét: Pogány Induló – Megáll az idő (2023)